# Wini Brugger
Wini Brugger (* 8. April 1961 in Achenkirch, Tirol) ist ein österreichischer Koch.

## Werdegang
Wini Brugger wuchs in Feldkirchen in Kärnten auf und schloss seine Kochlehre 1979 im Glocknerhof in Heiligenblut in Kärnten mit Auszeichnung ab. Sein Weg führte ihn anschließend in das Wiener Hilton (1980–1981), wo er beim Doyen der Österreichischen Kochkunst, Werner Matt, seine Ausbildung fortsetzte.
Im Le Richmond in Genf beschäftigte er sich intensiv mit der französischen Haute Cuisine (1981–1982). Schließlich widmete er sich im King Salomon Grill in Tel Aviv (1982–1983) der orientalisch-mediterranen Küche.
Ein Karrieresprung gelang Brugger durch das Engagement als Chefkoch des Cape Cod Room im Drake Hotel in Chicago (1983–1985). Bruggers dortiger Küchenchef Leo Waldmeier sowie Chefkoch und Freund Franz Kranzfelder motivierten ihn, sich mit der Küche Asiens zu beschäftigen.
Brugger nahm ein Angebot in das Hilton Hotel in Hongkong an, wo er zunächst Chef im damals berühmten Grill Room wurde und kurze Zeit später durch seinen Mentor und General Manager James Smith zum Executive Chief des Hotels avancierte. Von 1986 bis 1992 leitete Wini Brugger das Fünfsternehotel. In dieser Zeit entstand sein erstes Kochbuch „The Cutting Edge“, eine Hommage an Hongkong als Schmelztiegel Asiens.
Zahlreiche Auszeichnungen bei internationalen Kochbewerben folgten, unter anderem der Sieg bei der Frankfurter Kocholympiade 1992. Als kulinarischer Leiter der Asia Pacific Region für Hilton Hotels (1992–1995) lernte Wini Brugger die unterschiedlichsten Küchenkulturen Asiens kennen und schätzen.
Motiviert vom Hongkonger Unternehmergeist versuchte sich Brugger auch in anderen Bereichen. 1995 schrieb und produzierte er die TV-Kochsendung „Wild Ginger“ und das Buch zur Sendung „Asian Fusion“, das dieses Thema neu definiert. Auf der Frankfurter Buchmesse 1997 erhielt „Asian-Fusion“ die Goldmedaille als „Bestes Kochbuch“. Darüber hinaus arbeitete er an kulinarischen Projekten zwischen Shanghai, Saigon, Dubai und Sydney.
1999 folgte Brugger dem Ruf in die alte Heimat. Mit seinem jetzigen Partner Klaus Piber eröffnete Brugger das Restaurant Yohm in Wien, das moderne asiatische Speisen anbietet. Das Restaurant erhielt die Auszeichnung „Trophée Gourmet 2000“.
2001 eröffnete das Indochine 21 am Stubenring in Wien. Dort präsentiert Wini Brugger eine Fusions-Küche, bei der traditionelle vietnamesische Rezepte mit französischer Kochkunst verbunden werden. Das Falstaff-Magazin prämierte das Indochine 21 mit dem Titel „Restaurant des Jahres 2004“. 2006 folgte für Wini Brugger die Auszeichnung zum „Ethno Chef des Jahres 2006/07“ vom Atlas Verlag. 2010 wurde das asiatische Restaurant XO-NOODLES in Wien eröffnet. Seit Dezember 2015 führt er das Lokal Winisan in Wien. Seit September 2017 ist er für die Küche im Wiener Dinner Club „Albertina Passage“ in der ehemaligen Fußgängerpassage Albertinapassage verantwortlich.

## Kochbücher
- Wini Brugger: The Cutting Edge. Odyssey Productions, Hong Kong 1993, ISBN 0-470-23425-3.
- Wini Brugger: Go Wild (Buch zur Serie „Wild Ginger“). Salon Films Productions, Hong Kong 1995, ISBN 962-217-462-0.
- Wini Brugger, Simon de Courcy Wheeler: Asian Fusion. Wiley, New York 1997, ISBN 0-470-24423-2.
- Wini Brugger, Paul Landl, Simon Wheeler: Traumrezepte für Europas Gaumen. Eine eurasiatische Fusion. Orac, Wien 2004, ISBN 3-7015-0463-6.
- Wini Brugger: Der Brugger. Die Indochine Küche des 21. Jahrhunderts. Brugger Culinary Entertainment, Wien 2007, ISBN 978-3-200-00813-7.
- Wini Brugger: Die köstliche Asia-Diät. Live-Verlag, Wien 2007,[3]

## TV-Auftritte

### Serien
- 1995: „Wild Ginger“ für eine TV-Station in Hongkong
- Regelmäßige Auftritte im Format „Frühlingszeit“/„Sommerzeit“/„Herbstzeit“/„Winterzeit“ des ORF

### Dokumentationen
- „Der Duft der grünen Papaya“
- „Biblische Genüsse“
- „Chili, Curry, Kokosnuss“
- „Hongkong und Macau“ – Erstausstrahlung am 10. April 2011

## Auszeichnungen
- 1992 – Sieg bei der Frankfurter Kocholympiade
- 1997 – Goldmedaille auf der Frankfurter Buchmesse für „Asian Fusion“ als „Bestes Kochbuch“
- 2000 – „Trophée Gourmet“ für das Restaurant Yohm
- 2004 – Prämierung des Restaurants Indochine 21 zum „Restaurant des Jahres 2004“ durch das Falstaff Magazin.
- 2006 – „Der Brugger – die Indochine Küche des 21. Jahrhunderts“ – Bestes Kochbuch des Jahres 2006
- 2006/2007 – Auszeichnung zum „Ethno Chef“ durch den Atlas Verlag